# Wierre-au-Bois
Wierre-au-Bois é uma comuna francesa na região administrativa de Altos da França, no departamento de Pas-de-Calais. Estende-se por uma área de 3,83 km². Em 2010 a comuna tinha 226 habitantes (densidade: 59 hab./km²).